# Спилейска крепост
Спилейската крепост (на гръцки: Κάστρο Σπηλαίου) е средновековна крепост, чиито останки се намират в гревенското село Спилео, Гърция. Стената датира от византийския период, но археологически доказателства я свързват и с елинистическата и римската епоха. Разкопките в селото показват, че районът е обитаван от ранната желязна епоха.
Крепостта е обявена за защитен паметник в 1985 година.